# Steigerturm Ronsdorf

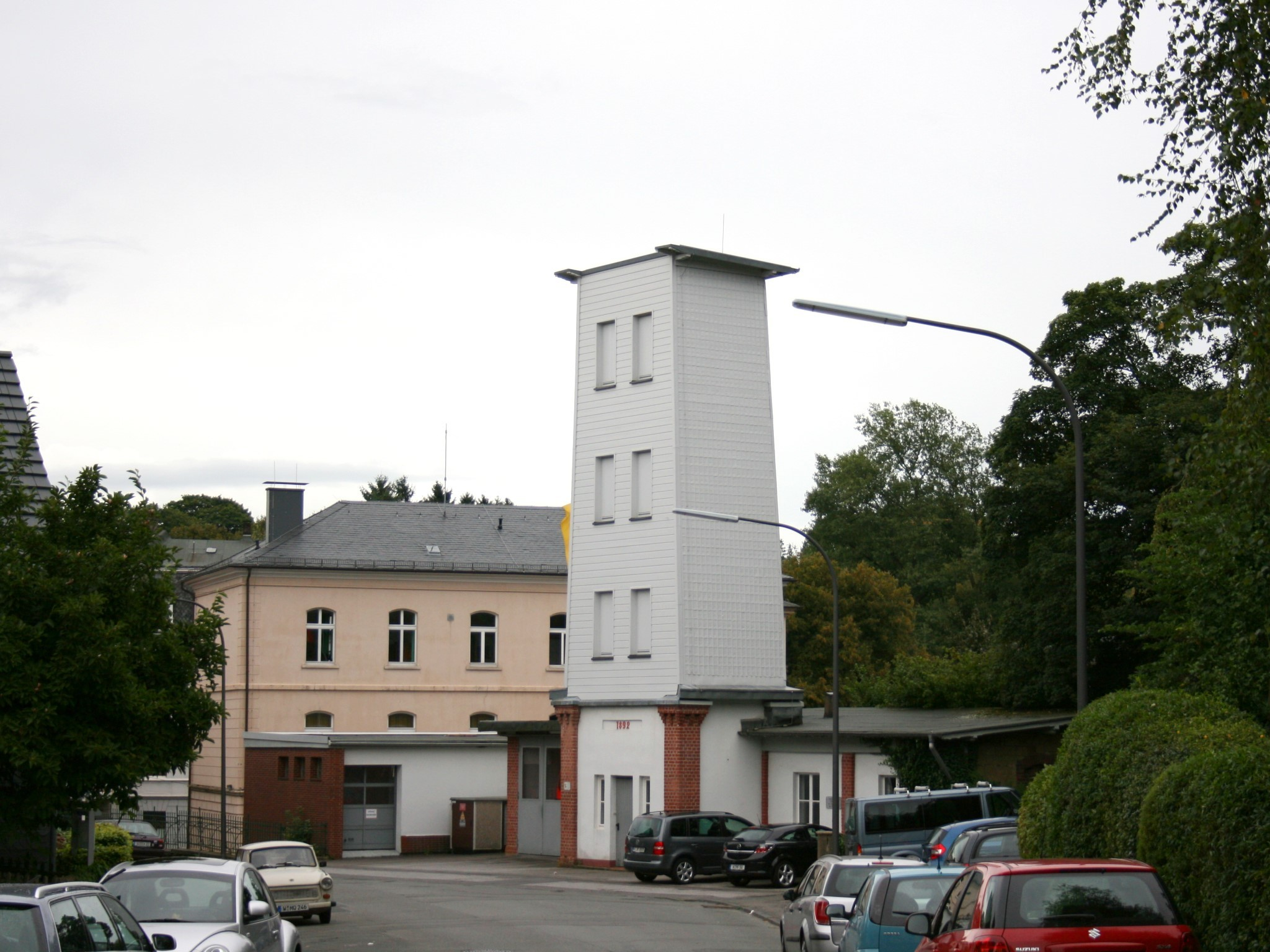
Denkmalgeschützter Steigerturm der Löscheinheit Wuppertal-Ronsdorf

Der Steigerturm Ronsdorf ist ein markantes Baudenkmal in Ronsdorf, einem heutigen Stadtteil der bergischen Großstadt Wuppertal in Nordrhein-Westfalen/Deutschland. Der Steigerturm befindet sich im Bereich des älteren Geländes des Feuerwehrhauses in Ronsdorf. Linker Hand befindet sich der alte Teil der Fahrzeughallen mit Stellplätzen für zwei Einsatzfahrzeugen. Rechts des Turmes liegt der ehemalige Aufenthaltsraum der Löscheinheit, der heute von der Jugendfeuerwehr genutzt wird. 
Der Turm wurde im Jahre 1892 erbaut und steht seit 1992 unter Denkmalschutz. Er hat eine Höhe von etwa 16 Metern. Das Erdgeschoss wurde in gemauerter Form errichtet. Die drei darüberliegenden Etagen wurden in Holzkonstruktion ausgeführt. Auch wenn nicht mehr wie früher als Schlauchturm zur Trocknung von Feuerwehrschläuche genutzt wird, dient er immer noch der Löscheinheit für Übungen mit Steck- und Schiebleitern.